# Міямото Марі
Міямото Марі (яп. 宮本 真理; нар. Японія) — японська футболістка, воротар, виступала в збірній Японії.

## Клубна кар'єра
Міямото виступала за клуб «ОКІ Віндс».

## Кар'єра в збірній
У листопаді 1999 року Марі була викликана до збірній Японії для участі в чемпіонаті Азії 1999 року. На цьому турнірі дебютувала 12 листопада в поєдинку проти Непалу.

## Статистика виступів у збірній
| жіноча національна збірна Японії | жіноча національна збірна Японії | жіноча національна збірна Японії |
| Рік                              | Матчі                            | Голи                             |
| -------------------------------- | -------------------------------- | -------------------------------- |
| 1999                             | 1                                | 0                                |
| Загалом                          | 1                                | 0                                |